# Trevor Spangenberg
Trevor Matthew Spangenberg (Mesa, 21 april 1991) is een Amerikaans voetballer. In 2015 tekende hij een contract bij New England Revolution in de Major League Soccer.

## Clubcarrière
Spangenberg tekende op 9 maart 2014 een contract bij Chivas USA. Spangenberg was derde doelman bij Chivas USA. Door een eerder behaalde rode kaart van Dan Kennedy mocht Spangenberg op 3 mei 2014 tegen Houston Dynamo als invaller zijn debuut maken, nadat tweede doelman Tim Melia tijdens die wedstrijd een rode kaart had behaalt. Het seizoen in 2014 was het laatste seizoen voor voetbalclub Chivas USA (de voetbalclub werd opgeheven), waarna Spangenberg voor 2015 tekende bij New England Revolution.